# Trabzonspor
Trabzonspor Kulübü – turecki klub piłkarski z siedzibą w mieście Trabzon, założony w 1967, występujący w rozgrywkach Süper Lig.

## Historia
W sezonie 1998/99 Trabzonspor został wyeliminowany już w rundzie kwalifikacyjnej Pucharu UEFA przez Wisłę Kraków. Do europejskich pucharów powrócił w sezonie 2003/04 gdzie w 1. rundzie Pucharu UEFA uległ hiszpańskiemu Villarreal CF. W następnym sezonie Trabzonspor zagrał w eliminacjach Ligi Mistrzów. W 2. rundzie kwalifikacyjnej pokonał mistrza Łotwy Skonto Ryga, jednak następnie odpadł w pojedynku z Dynamem Kijów, a w Pucharze UEFA z Athletic Bilbao.
Klub plasuje się co sezon głównie w górnej części tabeli Tureckiej Superligi. Jego główni rywale do zdobycia mistrzostwa to Fenerbahçe SK, Beşiktaş JK oraz Galatasaray SK.
Sezon 2005/06 to kolejna nieudana przygoda piłkarzy z Trabzonu w europejskich pucharach. Turecki zespół został niespodziewanie wyeliminowany w 2. rundzie eliminacji Ligi Mistrzów przez cypryjski Anorthosis Famagusta. 14 września 2011 klub odniósł historyczne zwycięstwo w rozgrywkach Ligi Mistrzów i to na słynnym stadionie w Mediolanie. Przeciwnikiem był Inter Mediolan.
W 2013 roku klub zasilili Francuz Florent Malouda oraz Portugalczyk José Bosingwa.

## Osiągnięcia
- Süper Lig:
  - mistrzostwo (7): 1975/1976, 1976/1977, 1978/1979, 1979/1980, 1980/1981, 1983/1984, 2021/2022
  - wicemistrzostwo (9): 1977/1978, 1981/1982, 1982/1983, 1994/1995, 1995/1996, 2003/2004, 2004/2005, 2010/2011, 2019/2020
- Puchar Turcji:
  - zdobywca (9): 1976/1977, 1977/1978, 1983/1984, 1991/1992, 1994/1995, 2002/2003, 2003/2004, 2009/2010, 2019/2020
  - finalista (8): 1974/1975, 1975/1976, 1984/1985, 1989/1990, 1996/1997, 2012/2013, 2023/2024, 2024/2025
- Superpuchar Turcji:
  - zdobywca (9): 1976, 1977, 1978, 1979, 1980, 1983, 1995, 2010, 2020